# Maria di Valois (duchessa di Calabria)
Maria di Valois (1309 – 1332) era la figlia maggiore di Carlo di Valois e della sua terza moglie, Mahaut di Châtillon.
Sposando il duca di Calabria, erede del trono napoletano, fu madre della regina Giovanna I di Napoli.

## Biografia

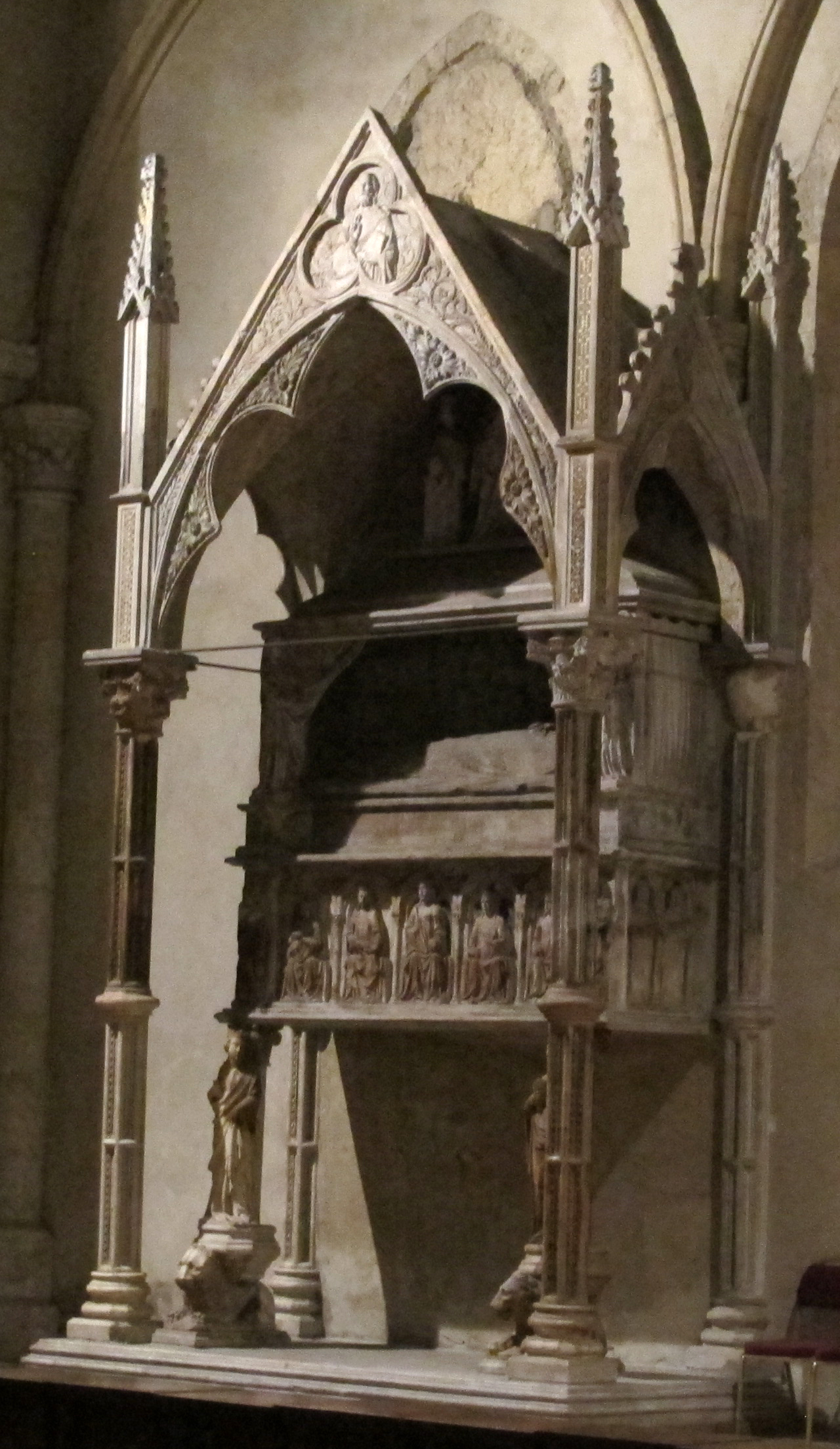
Il sepolcro di Maria di Valois, opera di Tino di Camaino e aiuti (Napoli, Chiesa di Santa Chiara).

I suoi nonni paterni erano Filippo III di Francia ed Isabella d'Aragona, quelli materni Guido IV, conte di Saint-Pol, e Maria di Bretagna. Le sue sorelle minori erano Isabella di Valois, che sposò Pietro I di Borbone, e Bianca di Valois che sposò Carlo IV di Lussemburgo.
Sposò Carlo, Duca di Calabria nel 1324 quando aveva solo 14 anni, e lo sposo era già vedovo di Caterina d'Asburgo. 
Ebbero cinque figli:
- Eloisa (gennaio o febbraio 1325 - 27 dicembre 1325).
- Maria (1326 – 1328).
- Carlo Martello (aprile 1327).
- Giovanna I (1328 – 1382), regina di Napoli.
- Maria (postuma, 1329 – 1366), Contessa d'Alba.

Morì nel 1332 all'età di 23 anni, già vedova da cinque anni.

## Ascendenza
|                        |                       |                         | Genitori                           |  |  | Nonni |  |  | Bisnonni            |  |  | Trisnonni             |  |
|                        |                       |                         |                                    |  |  |       |  |  | Luigi IX di Francia |  |  | Luigi VIII di Francia |  |
|                        |                       |                         |                                    |  |  |       |  |  | Luigi IX di Francia |  |  | Luigi VIII di Francia |  |
|                        |                       | Bianca di Castiglia     |                                    |  |  |       |  |  | Luigi IX di Francia |  |  |                       |  |
| Filippo III di Francia |                       |                         |                                    |  |  |       |  |  | Luigi IX di Francia |  |  |                       |  |
|                        |                       | Margherita di Provenza  | Raimondo Berengario IV di Provenza |  |  |       |  |  |                     |  |  |                       |  |
|                        |                       | Margherita di Provenza  | Raimondo Berengario IV di Provenza |  |  |       |  |  |                     |  |  |                       |  |
|                        |                       | Margherita di Provenza  | Beatrice di Savoia                 |  |  |       |  |  |                     |  |  |                       |  |
| Carlo di Valois        |                       | Margherita di Provenza  |                                    |  |  |       |  |  |                     |  |  |                       |  |
|                        |                       | Giacomo I d'Aragona     | Pietro II di Aragona               |  |  |       |  |  |                     |  |  |                       |  |
|                        |                       | Giacomo I d'Aragona     | Pietro II di Aragona               |  |  |       |  |  |                     |  |  |                       |  |
|                        |                       | Giacomo I d'Aragona     | Maria di Montpellier               |  |  |       |  |  |                     |  |  |                       |  |
| Isabella d'Aragona     |                       | Giacomo I d'Aragona     |                                    |  |  |       |  |  |                     |  |  |                       |  |
|                        |                       | Iolanda d'Ungheria      | Andrea II d'Ungheria               |  |  |       |  |  |                     |  |  |                       |  |
|                        |                       | Iolanda d'Ungheria      | Andrea II d'Ungheria               |  |  |       |  |  |                     |  |  |                       |  |
|                        |                       | Iolanda d'Ungheria      | Iolanda di Courtenay               |  |  |       |  |  |                     |  |  |                       |  |
| Maria di Valois        |                       | Iolanda d'Ungheria      |                                    |  |  |       |  |  |                     |  |  |                       |  |
|                        | Guido II di Châtillon | Ugo I di Blois          |                                    |  |  |       |  |  |                     |  |  |                       |  |
|                        | Guido II di Châtillon | Ugo I di Blois          |                                    |  |  |       |  |  |                     |  |  |                       |  |
|                        | Guido II di Châtillon | Maria di Blois          |                                    |  |  |       |  |  |                     |  |  |                       |  |
| Guido III di Châtillon | Guido II di Châtillon |                         |                                    |  |  |       |  |  |                     |  |  |                       |  |
|                        |                       | Matilde di Brabante     | Enrico II di Brabante              |  |  |       |  |  |                     |  |  |                       |  |
|                        |                       | Matilde di Brabante     | Enrico II di Brabante              |  |  |       |  |  |                     |  |  |                       |  |
|                        |                       | Matilde di Brabante     | Maria di Svevia                    |  |  |       |  |  |                     |  |  |                       |  |
| Mahaut di Châtillon    |                       | Matilde di Brabante     |                                    |  |  |       |  |  |                     |  |  |                       |  |
|                        |                       | Giovanni II di Bretagna | Giovanni I di Bretagna             |  |  |       |  |  |                     |  |  |                       |  |
|                        |                       | Giovanni II di Bretagna | Giovanni I di Bretagna             |  |  |       |  |  |                     |  |  |                       |  |
|                        |                       | Giovanni II di Bretagna | Bianca di Navarra                  |  |  |       |  |  |                     |  |  |                       |  |
| Maria di Bretagna      |                       | Giovanni II di Bretagna |                                    |  |  |       |  |  |                     |  |  |                       |  |
|                        |                       | Beatrice d'Inghilterra  | Enrico III d'Inghilterra           |  |  |       |  |  |                     |  |  |                       |  |
|                        |                       | Beatrice d'Inghilterra  | Enrico III d'Inghilterra           |  |  |       |  |  |                     |  |  |                       |  |
|                        |                       | Beatrice d'Inghilterra  | Eleonora di Provenza               |  |  |       |  |  |                     |  |  |                       |  |
|                        |                       | Beatrice d'Inghilterra  |                                    |  |  |       |  |  |                     |  |  |                       |  |